# Hedesundafjärdens naturreservat
Hedesundafjärdens naturreservat är ett naturreservat vid södra sidan av Hedesundafjärden i Heby kommun i Uppsala län.
Området är naturskyddat sedan 1998 och är 931 hektar stort. Reservatet består av tidvis översvämmade älvängar och översvämningskärr, strandskogar och sumpskogar.